# Teorema de Gauss-Wantzel

Los n-gonos regulares construibles para n ≤ 51

En geometría, el teorema de Gauss-Wantzel establece un equivalencia lógica para determinar si un polígono regular es construible con regla y compás.

## Declaraciones
Un polígono con n lados es construible si y solo si n es el producto de una potencia de 2 (que puede ser 20 = 1) y de un conjunto (que puede no tener elementos) de distintos números primos de Fermat.
(se dice que un número primo es de Fermat si tiene la forma 2(2k)+1 para un determinado entero k).
Este teorema se deduce del:
| Teorema de Wantzel: Un número complejo es construible si y solamente si pertenece a una torre de extensiones cuadráticas. |

## Historia
Gauss había establecido esta condición necesaria y suficiente en el capítulo VII de su obra Disquisitiones arithmeticae (publicada en 1801), pero solo había demostrado una implicación:
Si un polígono regular tiene n lados y si n es una potencia de 2 o es el producto de una potencia de 2 y k números primos de Fermat diferentes, entonces este polígono es construible. Sin embargo, no demostró la justificación lógica de este resultado.
Pierre Wantzel lo demostraría en 1837 gracias a su teorema y a la condición necesaria que dedujo para que un número sea construible.

## Demostración
El teorema de Gauss-Wantzel se deduce del teorema de Wantzel, extendiendo a n la condición para que una raíz primitiva n-sima de la unidad ζ pertenezca a una torre de extensiones cuadráticas. En el artículo torre de extensiones cuadráticas se demuestra que una condición necesaria y suficiente para que se dé esta circunstancia es que el grado φ(n) del cuerpo ciclotómico ℚ(ζ) sea una potencia de 2.
Sin embargo, si la descomposición de n en factores primos es
entonces su función φ de Euler vale:
Por lo tanto, es suficiente encontrar una condición necesaria y suficiente para que el factor (p-1) pα–1 sea una potencia de 2 y aplicar esta condición a cada uno de los factores de la igualdad anterior. Surgen dos casos: o p es igual a 2 y cualquier valor de α es aceptable, o p es un número primo de la forma 2k+1 con k un entero estrictamente positivo y α es igual a 1. Además, en este segundo caso, k es necesariamente una potencia de 2.
En conclusión, φ(n) es una potencia de 2 (y el n-gono regular es construible) si y solo si n es de la forma
donde k es un número entero positivo o cero y F es un conjunto finito (que puede ser vacío) de números primos de Fermat.

## Caso del pentágono

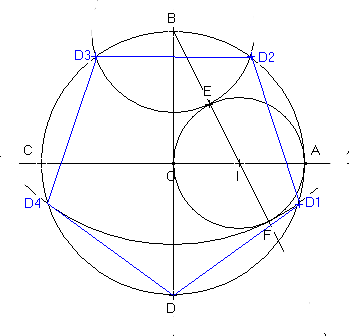
Construcción de un pentágono

El número 5 es de Fermat porque es primo y se puede escribir de la forma 22+1. Por lo tanto, es posible la construcción con regla y compás del pentágono regular. También se puede construir un polígono regular con 20 lados, ya que basta con comenzar desde el pentágono regular y trazar (dos veces) la bisectriz de cada ángulo resultante. Y un polígono con 15 lados también es construible, porque 15 es el producto de dos números de Fermat. Euclides incluyó en sus obras estas construcciones.
A pesar del carácter algo abstracto de la teoría de Galois, es una potente herramienta que permite obtener un método de resolución efectiva de la ecuación ciclotómica, y consecuentemente, posibilita deducir un procedimiento para determinar los polígonos que son construibles con regla y compás (véase número construible). Considérese el polígono de cinco lados, el pentágono regular.
Con una similitud directa con respecto al plano euclídeo, los vértices del pentágono regular son exactamente las cinco quintas raíces complejas de la unidad. Por identificación, son, además de 1, las raíces del quinto polinomio ciclotómico, y por lo tanto, del polinomio:
Como la ecuación correspondiente es de grado 4, se puede resolver con unos cálculos relativamente sencillos. El cuerpo de descomposición, a veces denominado ℚ(ζ5), es un Q-espacio vectorial de dimensión 4. Su grupo de Galois G es el grupo cíclico de orden 4. Por lo tanto, admite un generador anotado aquí como m y un subgrupo no trivial H, que contiene dos elementos, la identidad y m2. La aplicación que asocia a cualquier elemento de la extensión su conjugado, es un Q-automorfismo de orden 2 de ℚ(ζ5); en consecuencia, es m2. Por lo tanto, el objetivo es encontrar el subcampo de ℚ(ζ5) de dimensión 2 en Q, cuyos elementos son invariantes por conjugación. Un juego de permutación de raíces permite reducir la resolución de la ecuación a tres ecuaciones cuadráticas simples.
Entonces es relativamente sencillo obtener una construcción con regla y compás. En la figura adjunta, por ejemplo, es inmediato advertir que la longitud del segmento BI es la mitad de la raíz cuadrada de cinco, el radical de la primera extensión.
| Demostración |
| Como anteriormente, z denota la quinta raíz primitiva principal, a saber, exp(i2π/5) y el generador m del grupo de Galois es el automorfismo en Q de la extensión ℚ(ζ5) definida por la identidad: {\displaystyle m(z)=z^{2}}. Se determinan los elementos de ℚ(ζ5) invariantes respecto a la conjugación compleja m2. Ahora, m2(z) = z4; m2 (z2) = z3; y finalmente m2 es de orden 2. Entonces u = z + z 4 y su imagen v = m (u) = z2 + z3 son claramente invariantes respecto a m2. Además, su suma u + v y su producto uv son invariantes respecto a m y por lo tanto respecto al grupo de Galois; en consecuencia, se espera que sean racionales. La suma u + v es la suma de las cuatro quintas raíces y, por lo tanto, es igual a –1; el producto también es igual a la suma de las quintas raíces primitivas, es decir, –1. Se comprueba que u y v verifican la ecuación P (X) = 0, donde: {\displaystyle P(X)=X^{2}+X-1=0\quad {\rm {et}}\quad u={\frac {1}{2}}(-1+{\sqrt {5}})\quad v={\frac {1}{2}}(-1-{\sqrt {5}}).} Estas fórmulas podrían haber sido demostradas observando que z4 es el conjugado de z. Lo mismo ocurre con z2 y z3. De hecho, se tiene que: {\displaystyle z^{4}+z^{3}+z^{2}+z+1={\bar {z}}+{\bar {z}}^{2}+z^{2}+z+1=({\bar {z}}+z)^{2}-2{\bar {z}}z+({\bar {z}}+z)+1=({\bar {z}}+z)^{2}+({\bar {z}}+z)-1} con: {\displaystyle -2{\bar {z}}z=-2z^{5}=-2} y el cuadrado del conjugado es igual al conjugado del cuadrado de z. El conjunto de puntos fijados por m2, y por lo tanto por H, forman una extensión intermedia de Q, usualmente denotada como ℚ(ζ5)H. El polinomio Φ5 (X) se factoriza en el álgebra ℚ(ζ5)H [X] de la siguiente manera: {\displaystyle \Phi _{5}(X)=(X^{2}-uX+1)(X^{2}-vX+1)} {\displaystyle u={\frac {1}{2}}(-1+{\sqrt {5}})\quad {\rm {et}}\quad v={\frac {1}{2}}(-1-{\sqrt {5}})} y en ℚ(ζ5)[X], el polinomio toma la forma: {\displaystyle \Phi _{5}(X)=(X-z)(X-{\bar {z}})(X-z^{2})(X-{\bar {z}}^{2})} {\displaystyle z={\frac {1}{4}}(-1+{\sqrt {5}})+{\frac {\rm {i}}{4}}{\sqrt {10+2{\sqrt {5}}}}\quad {\rm {et}}\quad z^{2}={\frac {1}{4}}(-1-{\sqrt {5}})+{\frac {\rm {i}}{4}}{\sqrt {10-2{\sqrt {5}}}}}. |

## Caso del heptadecágono

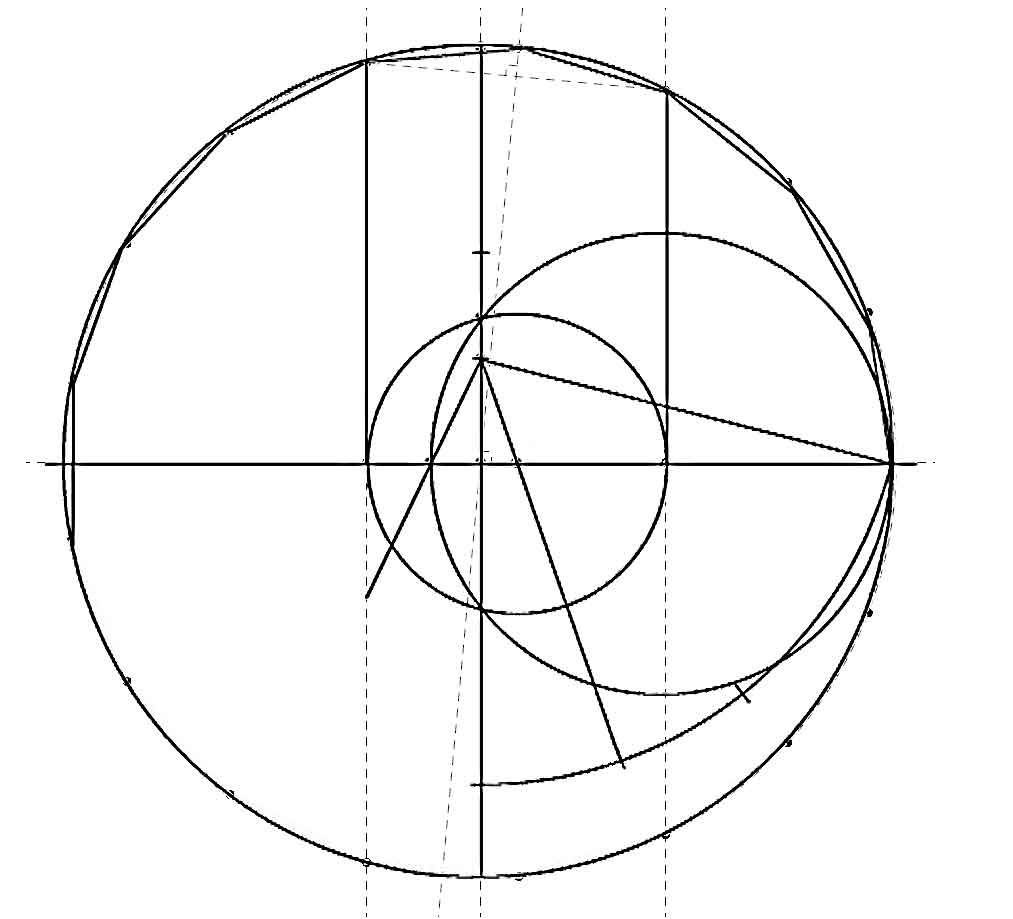
Una figura construible con regla y compás: el heptadecágono, el polígono regular con 17 lados

El siguiente número primo de Fermat es diecisiete. Por lo tanto, el polígono regular con 17 lados (heptadecágono regular) también es construible, y Gauss descubrió el método para construirlo. Si la lógica anterior se aplica con el mismo éxito, los cálculos son, sin embargo, más complejos. El polinomio a factorizar es ahora de grado dieciséis.
Como resultado, este caso no pudo ser tratado hasta que se tuvo una comprensión profunda de los polinomios ciclotómicos.
El método de resolución propuesto aquí sigue paso a paso el enfoque de la teoría de Galois. Este grupo es el grupo cíclico de orden dieciséis. Por tanto, contiene tres subgrupos no triviales. H1 es un subgrupo de ocho elementos, contiene múltiplos de dos, H2 contiene múltiplos de cuatro y H3 contiene dos elementos, el neutro y el múltiplo de ocho, la misma observación que en el párrafo anterior muestra que el elemento no neutro corresponde a la aplicación combinada. Los subcuerpos asociados forman una cadena de extensiones de grado 2.
El objetivo es entonces encontrar un generador de cada extensión anterior. La técnica utilizada, conocida como periodos gausianos, es siempre la misma. Aquí se explica para la primera extensión. Sea m2 el generador del primer grupo (se ha elegido el generador m del grupo de Galois). Considérense la suma de los ocho compuestos sucesivos de z, la primera raíz primitiva, y la suma de las otras ocho raíces:
Entonces estos dos elementos son invariantes respecto al generador m2. Además, su suma es igual a –1 porque es la suma de todas las raíces primitivas. Por lo tanto, tienen la forma u1 = a + br y u2 = a - br, donde a y b son racionales y r es el radical generador de la extensión, dado que se está en una extensión cuadrática. Por tanto, su producto sigue siendo racional. Se deduce una ecuación del tipo P1(X) = 0 con p1(X) siendo un polinomio de segundo grado.
Repetir este método tres veces proporciona la solución.
| Demostración |
| Elegir m tal que m (z) = z 2 no es la solución porque m es de orden 8. Por lo tanto, es más sensato elegir m tal que m(z) = z3 m y m2 restringidas a raíces son, por lo tanto, dos permutaciones descritas por: {\displaystyle m=\left({\begin{matrix}1&2&3&4&5&6&7&8\\3&6&9&12&15&1&4&7\end{matrix}}\quad {\begin{matrix}9&10&11&12&13&14&15&16\\10&13&16&2&5&8&11&14\end{matrix}}\right)} {\displaystyle m^{2}=\left({\begin{matrix}1&9&13&15&16&8&4&2\\9&13&15&16&8&4&2&1\end{matrix}}\right)\left({\begin{matrix}3&10&5&11&14&7&12&6\\10&5&11&14&7&12&6&3\end{matrix}}\right)} Entonces u1 es la suma de las raíces de potencia: 1, 9, 13, 15, 16, 8, 4, 2 y u2 de las otras. Su suma es igual a la suma de las raíces (por lo tanto, –1) y su producto a cuatro veces la suma de las raíces (por lo tanto –4). Entonces se obtiene: {\displaystyle P_{1}(X)=X^{2}+X-4=0\quad {\rm {et}}\quad u_{1}={\frac {1}{2}}(-1+{\sqrt {17}})\quad u_{2}={\frac {1}{2}}(-1-{\sqrt {17}})).} Para aplicar esta misma lógica por segunda vez, se determina m4: {\displaystyle m^{4}={\begin{pmatrix}1&13&16&4\\13&16&4&1\end{pmatrix}}{\begin{pmatrix}9&15&8&2\\15&8&2&9\end{pmatrix}}{\begin{pmatrix}3&5&14&12\\5&14&12&3\end{pmatrix}}{\begin{pmatrix}10&11&7&6\\11&7&6&10\end{pmatrix}}} Se denota entonces v1 la suma de las raíces de los exponentes 1, 13, 16, 4, v2 la suma de las raíces de los exponentes 2, 9, 15, 8, v3 la suma de las raíces de los exponentes 3, 5, 14, 12 y v4 la suma de las raíces de los exponentes 10, 11, 7, 6. {\displaystyle P_{2}(X)=X^{2}-u_{1}X-1=0\quad {\rm {et}}\quad v_{1}={\frac {1}{2}}(u_{1}+{\sqrt {4+u_{1}^{2}}})\quad v_{2}={\frac {1}{2}}(u_{1}-{\sqrt {4+u_{1}^{2}}})} {\displaystyle P'_{2}(X)=X^{2}-u_{2}X-1=0\quad {\rm {et}}\quad v_{3}={\frac {1}{2}}(u_{2}+{\sqrt {4+u_{2}^{2}}})\quad v_{4}={\frac {1}{2}}(u_{2}-{\sqrt {4+u_{2}^{2}}}).} Efectuando el cálculo, se obtiene: {\displaystyle v_{1}={\frac {1}{4}}(-1+{\sqrt {17}}+{\sqrt {34-2{\sqrt {17}}}})\ quadv_{2}=\ frac14(-1+\ sqrt{17}-\ sqrt{34-2\ sqrt{17}})} {\displaystyle v_{3}={\frac {1}{4}}(-1-{\sqrt {17}}+{\sqrt {34+2{\sqrt {17}}}})\quad v_{4}={\frac {1}{4}}(-1-{\sqrt {17}}-{\sqrt {34+2{\sqrt {17}}}}).} El siguiente paso no requiere la determinación de m porque se establece que este aplicación es el conjugado, con una raíz de exponente i, por lo tanto asocia la raíz del exponente 17-i. Luego se elige w1 como la suma de las raíces de los exponentes 1 y 16; y w2 como la suma de las raíces de los exponentes 13 y 4. Entonces se obtiene: {\displaystyle P_{3}(X)=X^{2}-v_{1}X+v_{3}=0\quad {\rm {et}}\quad w_{1}={\frac {1}{2}}(v_{1}+{\sqrt {v_{1}^{2}-4v_{3}}})} {\displaystyle w_{1}={\frac {1}{8}}\left(-1+{\sqrt {17}}+{\sqrt {34-2{\sqrt {17}}}}+{\sqrt {68+12{\sqrt {17}}-2{\sqrt {34-2{\sqrt {17}}}}-16{\sqrt {34+2{\sqrt {17}}}}+2{\sqrt {578-34{\sqrt {17}}}}}}\right).} El cálculo de w1 es suficiente para obtener la raíz primitiva. Se sabe por construcción que este coeficiente es igual a la suma de la primera raíz primitiva y su conjugado. Luego se deduce que {\displaystyle z={\frac {1}{2}}w_{1}+{\frac {\rm {i}}{2}}{\sqrt {1-w_{1}^{2}}}.} La construcción con la regla y el compás es menos complicada de lo que pudiera parecer, u1 tiene una longitud igual a la hipotenusa de un triángulo de lado 5/4 para un radical. u2 tiene por radical la hipotenusa de un triángulo de lado 2 y u1. Solo el siguiente paso es un poco más complicado. De hecho, un desarrollo de fuerza bruta evitaría la necesidad de pensar en una construcción más elegante. {\displaystyle \cos \left({\frac {2\pi }{17}}\right)={\frac {1}{16}}\left(-1+{\sqrt {17}}+{\sqrt {34-2{\sqrt {17}}}}+{\sqrt {68+12{\sqrt {17}}-2{\sqrt {34-2{\sqrt {17}}}}-16{\sqrt {34+2{\sqrt {17}}}}+2{\sqrt {578-34{\sqrt {17}}}}}}\right).} |

## Resultados detallados
Los cinco números primos de Fermat conocidos son:
F0 = 3, F1 = 5, F2 = 17, F3 = 257 y F4 = 65537 ((sucesión A019434 en OEIS)).
Por lo tanto, un polígono con n lados es construible con regla y compás si:
n = 3, 4, 5, 6, 8, 10, 12, 15, 16, 17, 20, 24, ... ((sucesión A003401 en OEIS)).
En cambio, no es construible si:
n = 7, 9, 11, 13, 14, 18, 19, 21, 22, 23, 25, ... ((sucesión A004169 en OEIS)).
Por ejemplo, la construcción (con regla y compás) del heptágono regular no es posible porque el número primo 7 no es de Fermat. El entero 9 = 32 es el cuadrado de un número primo de Fermat, por lo que el eneágono regular tampoco es construible.